# Vosseledone charrua
Vosseledone charrua är en bläckfiskart som beskrevs av Edgard E. Palacio 1978. Vosseledone charrua ingår i släktet Vosseledone och familjen Octopodidae. Inga underarter finns listade i Catalogue of Life.